# Гарза (окръг, Тексас)
Окръг Гарза (на английски: Garza County) е окръг в щата Тексас, Съединени американски щати. Площта му е 2321 km², а населението - 4872 души (2000). Административен център е град Поуст.